# Liliane Grégori
Liliane Grégori, née en 1950, est une championne française de bowling. 

## Palmarès

### Jeux mondiaux
- Médaille d'or aux 1ers Jeux mondiaux organisés en 1981 (à Santa Clara (Californie)).